# Az autista büszkeség nemzetközi napja
Az autista büszkeség nemzetközi napja nemzetközi emléknap, melyet az ENSZ 2007. évi határozatával jelölt ki június 18-ra. Célja, hogy felhívja az emberek figyelmét az autizmussal élők helyzetére.  
Ehhez kapcsolódóan terjedt el később a Ragyogjon kéken nemzetközi kampány, melynek keretében világszerte több ezer emblematikus épület öltözik kékbe, ezzel tisztelegve az autisták és családjaik előtt. A kezdeményezés egyik fő üzenete, hogy a társadalom befogadóbb legyen, és ne rekessze ki az autizmussal élő embereket. Ezen a napon többek között a Niagara-vízesés vagy az Empire State Building is kék színnel van megvilágítva.

## Fordítás
- Ez a szócikk részben vagy egészben  az   Autistic Pride Day című angol Wikipédia-szócikk fordításán alapul.  Az eredeti cikk szerkesztőit annak laptörténete sorolja fel. Ez a jelzés csupán a megfogalmazás eredetét és a szerzői jogokat jelzi, nem szolgál a cikkben szereplő információk forrásmegjelöléseként.